# European Data Relay System
European Data Relay System (EDRS) — европейская система обмена данными между геостационарными спутниками, спутниками на низкой околоземной орбите и наземными станциями.
Разрабатывается в Европе более 10 лет. Первый спутник, оборудованный лазерным терминалом данной системы (EDRS-A) весит 170 кг.
Передача данных осуществляется с помощью лазера. Скорость передачи данных, заявленная разработчиками, будет достигать 1,8 Гбит/с. Фото кодируется, передаётся со спутника на низкой орбите на спутник на высокой, а уже оттуда на наземную станцию. Основной проблемой ныне существующих систем спутникового мониторинга является то, что спутники находятся в поле приема антенны всего около 10 минут в течение каждого 90-минутного витка вокруг Земли, а это приводит к затягиванию передачи данных.
Наземный сегмент системы EDRS включает в себя три наземные приемные станции, расположенные в Вайльхайме (Германия), Редю (Бельгия) и Харуэлле (Великобритания). Главный операционный центр будет располагаться в городе Оттобрунн (Германия).
Всего три спутника на геостационарной орбите c лазерными терминалами смогут покрыть сетью передачи данных всю планету. 
| Номер запуска | Дата запуска | Спутник          | РН       | Космодром | Результат |
| ------------- | ------------ | ---------------- | -------- | --------- | --------- |
| 1             | 30.01.2016   | Eutelsat 9B      | Протон-М | Байконур  | Успех     |
| 2             | 6.08.2019    | EDRS-C / HYLAS 3 | Ариан-5  | Куру      | Успех     |
| 3             | 2025 год     |                  |          |           |           |